# 2881 Meiden
2881 Meiden (1983 AA1) là một tiểu hành tinh vành đai chính được phát hiện ngày 12 tháng 1 năm 1983 bởi B. A. Skiff ở Flagstaff (AM).